# MMIX

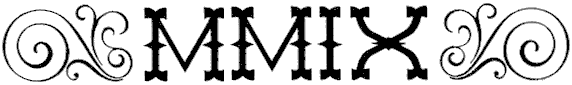
Logo MMIX navržené Donaldem Knuthem, které se používá na domovské stránce

MMIX je 64bitový RISCový hypotetický počítač navržený Donaldem Knuthem, s významným příspěvkem od Johna Hennessy a Dicka Sitese. Knuth bude používat MMIX v budoucích edicích jeho mnohasvazkové monografie The Art of Computer Programming k ilustraci strojově orientovaných aspektů počítačového programování, speciálně analýzy algoritmů.
V dřívějších vydáních se místo MMIXu používal MIX. MMIX je kompletně nový návrh, který nahrazuje MIX jako celek.